# Majer Warszawiak
Majer Warszawiak (ur. 1873, zm. 7 lipca 1941 w Warszawie) – polski rabin, talmudysta, uczony i działacz społeczny.
Był jednym z założycieli Związku Rabinów RP. Przez wiele lat piastował funkcję sekretarza generalnego oraz redaktora organu prasowego tego Związku. Związany był z Agudat Israel, gdzie był czołową postacią rady rabinicznej tej partii. Był autorem wielu dzieł judaistycznych, m.in. komentarza Imrej Kohen. Przed wybuchem II wojny światowej piastował funkcję rabina Lutomierska.
W 1940 został przesiedlony do getta warszawskiego, gdzie pełnił funkcję rabina okręgowego Gminy. Pochowany 11 lipca na cmentarzu żydowskim przy ulicy Okopowej w Warszawie. W jego pogrzebie brały udział tysiące osób, w tym liczne autorytety rabiniczne.